# Fredericus (Rugier)
Fredericus (auch Friderich, Fridericus; Friderigius, Fridircius) war Sohn des Königs der Rugier, Feletheus, und der Königin Giso sowie Neffe von Ferderuchus.
Fredericus ermordete um 486 n Chr. oder 487 n. Chr. Ferderuchus, eine Tat, die nach der Vita Sancti Severini des Eugippius zum Angriff Odoakers auf das Rugierreich des Feletheus geführt haben soll.
Nach dieser Schlacht löste sich das Reich der Feletheus-Rugier auf. Feletheus selbst geriet im Jahr 487 n. Chr. in die Gefangenschaft Odoakers. Fredericus hingegen, der anfangs aus der Schlacht geflohen war, kehrte in seine Heimat, Rugiland, zurück.

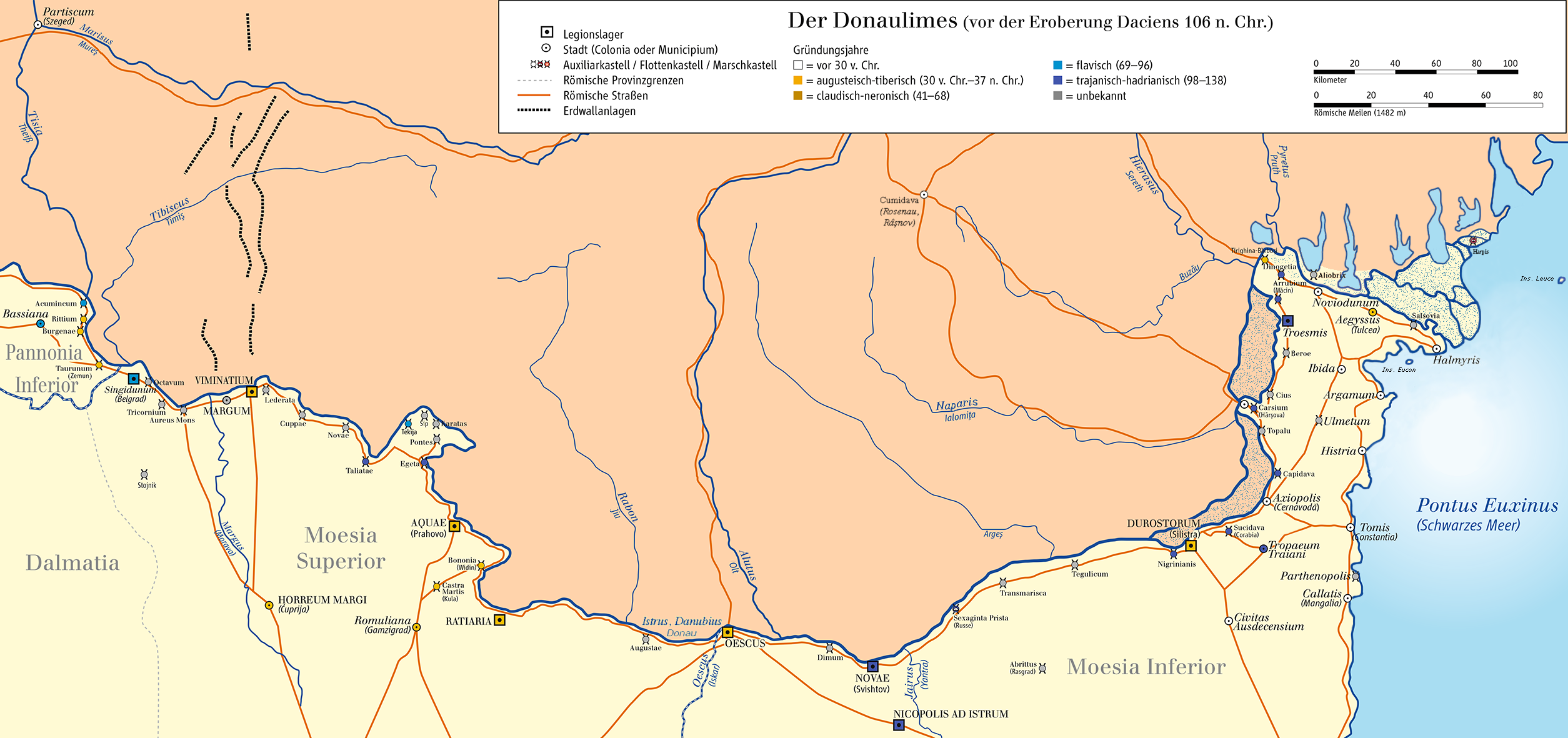
Der Donaulimes in Mösien

Odoaker sah sich daraufhin gezwungen, im Jahr 488 n. Chr. ein weiteres, von seinem Bruder Onoulf angeführtes Heer gegen Fredericus zu senden. Wiederum entzog sich Fredericus, diesmal mit großen Teilen seiner Gefolgschaft, zu Theoderich dem Großen, der damals – im Jahr 488 n. Chr. – mit seinen ostrogotischen Truppen bei Novae in Moesia secunda an der Donaugrenze stand.
Mit Theoderichs Ostrogoten zogen die zahlreichen Rugier des Fredericus dann nach Italia. Jene Rugier im Italienreich der Ostrogoten Theoderichs werden später auch bei Prokopios von Caesarea noch erwähnt.
Doch hielt Fredericus Theoderich nicht die Treue. Wahrscheinlich fielen er sowie Tufa zu der Zeit zu Odoaker ab, als sich in Ticinum für etwa zwei Jahre – wohl von 490 n. Chr. bis 492 n. Chr. – abtrünnige Rugiertruppen festsetzten, deren Anführer möglicherweise Fredericus war.
Fredericus vermochte sich auch mit dem windigen Tufa auf die Dauer nicht zu vertragen. Um die Siegesbeute in Streit geraten, kämpften sie – während sich Odoakers Blatt in Ravenna wendete – im Jahr 493 n. Chr. miteinander in einer blutigen Schlacht zwischen Tridentum und Verona Tufa fiel in dieser Schlacht; Fredericus bestand zwar, seine Rugier aber waren so zerschlagen, dass Fredericus seither in den antiken Nachrichten nicht mehr auftaucht.
Vielleicht zog Fredericus für immer aus Italien fort, oder er erlag erst nach der Schlacht seinen Wunden.